# Cropia isidora
Cropia isidora är en fjärilsart som beskrevs av Dyar 1910. Cropia isidora ingår i släktet Cropia och familjen nattflyn. Inga underarter finns listade i Catalogue of Life.